# Holomelina ferruginosa
Holomelina ferruginosa là một loài bướm đêm thuộc phân họ Arctiinae, họ Erebidae.